# 루치에 본코바
루치에 본코바(체코어: Lucie Voňková, 1992년 2월 28일 ~ )는 체코의 전직 여자 축구 선수로 포지션은 스트라이커였으며 2009년부터 2021년까지 체코 여자 대표팀의 일원으로 활약했다.

## 클럽 경력
FK 테플리체 산하 청소년 클럽에서 선수 생활을 시작했으며 2006년에 슬라비아 프라하에 입단하면서 프로 여자 축구 선수로 데뷔했다. 2012년에는 슬라비아 프라하의 라이벌 팀인 스파르타 프라하로 이적했다. 2012-13 시즌에서는 스파르타 프라하의 1. 리가 젠 우승, 체코 여자컵 우승에 기여했는데 스파르타 프라하는 사상 처음으로 UEFA 여자 챔피언스리그에 진출하게 된다.
2013년부터 2014년까지 독일 프라우엔-분데스리가 소속 여자 축구 클럽인 MSV 뒤스부르크 소속으로 활동했으며 2015년에는 FF USV 예나로 이적했다. 2017년 7월에는 바이에른 뮌헨으로 이적했고 2019년에는 네덜란드 에레디비시 프라우언 소속 여자 축구 클럽인 아약스로 이적했다.

## 국가대표 경력
2009년 5월 31일에 열린 폴란드와의 친선 경기에 처음 출전하면서 체코 여자 축구 국가대표팀 선수로 데뷔했다.

## 사생활
2018년 9월에는 FF USV 예나에서 뛰었던 팀 동료이자 네덜란드의 여자 축구 선수인 클라우디아 판 덴 헤일리헨베르흐(Claudia van den Heiligenberg)와 결혼했다.

## 수상

### 클럽
스파르타 프라하
- 1. 리가 젠 우승 1회 (2012-13)
- 체코 여자컵 우승 1회 (2012-13)

바이에른 뮌헨
- 여자 DFB-포칼 준우승 1회 (2017-18)

### 개인
- 체코 축구 협회 선정 체코 올해의 여자 축구 선수 2회 수상 (2016, 2017)